# マギオン
マギオン (Magion) は、チェコスロバキア（現：チェコ）の人工衛星のシリーズ。名前は磁場（チェコ語：Magnetické pole）と電離層（Ionosféra）に由来する。チェコスロバキア時代に3機、分離独立後に2機が、インターコスモス衛星などとの相乗りで、ソ連（現：ロシア）のプレセツク宇宙基地から打ち上げられている。

## マギオン1号

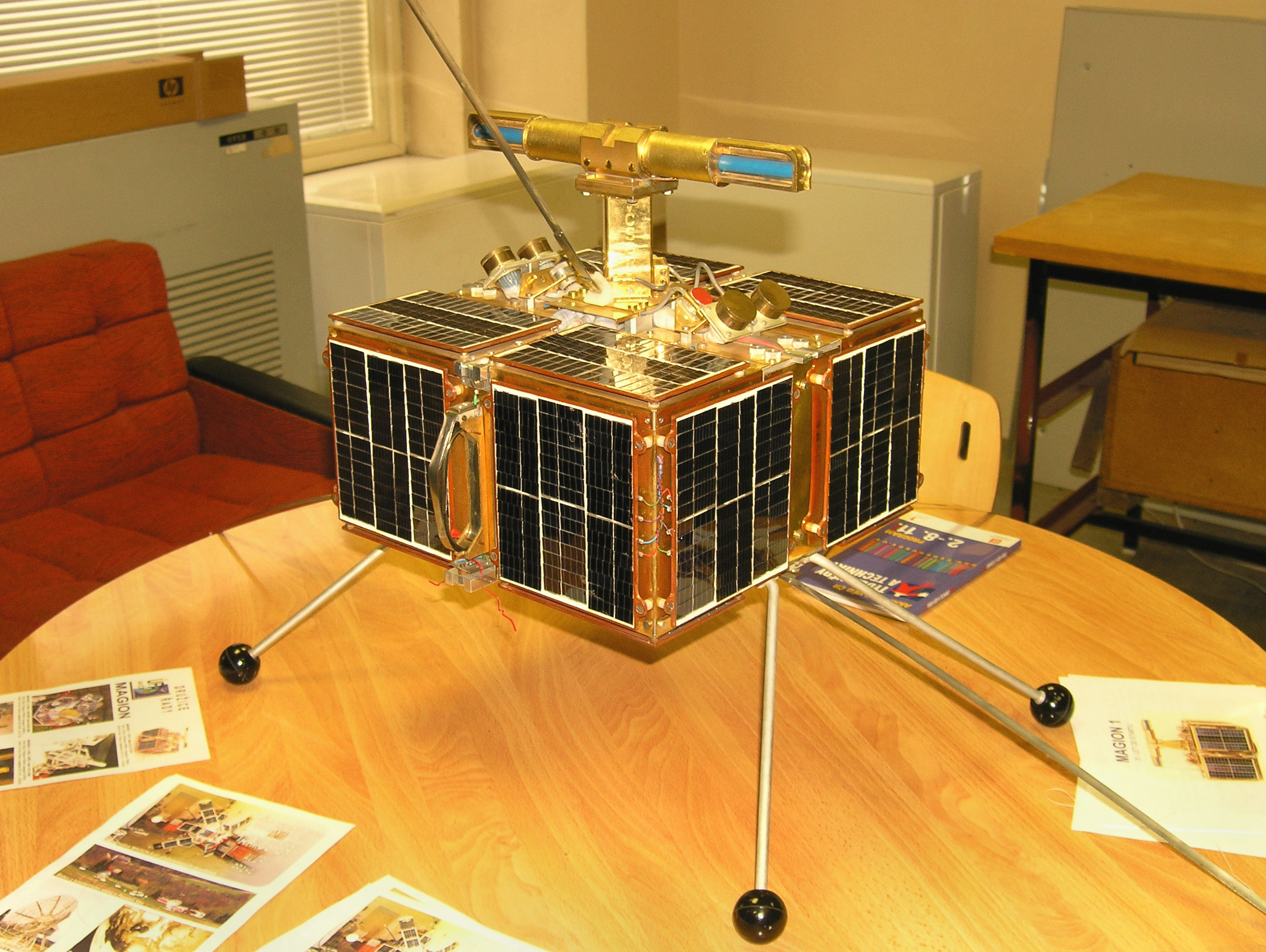
マギオン1号

マギオン1号 (Magion 1) は、1978年10月24日にインターコスモス18号と共にコスモス3Mロケットで打ち上げられた。
- サイズ：30 × 30 × 16cm
- 重量：15kg
- 軌道傾斜角：82.96度
- 近地点：406km
- 遠地点：764km
- 周期：96.4分

1981年9月10日に運用を終了した。

## マギオン2号
マギオン2号 (Magion 2) は、1989年9月28日にインターコスモス24号と共にツィクロン-3ロケットで打ち上げられた。
- 軌道傾斜角：82.6度
- 近地点：498km
- 遠地点：2,441km
- 周期：115.5分

## マギオン3号

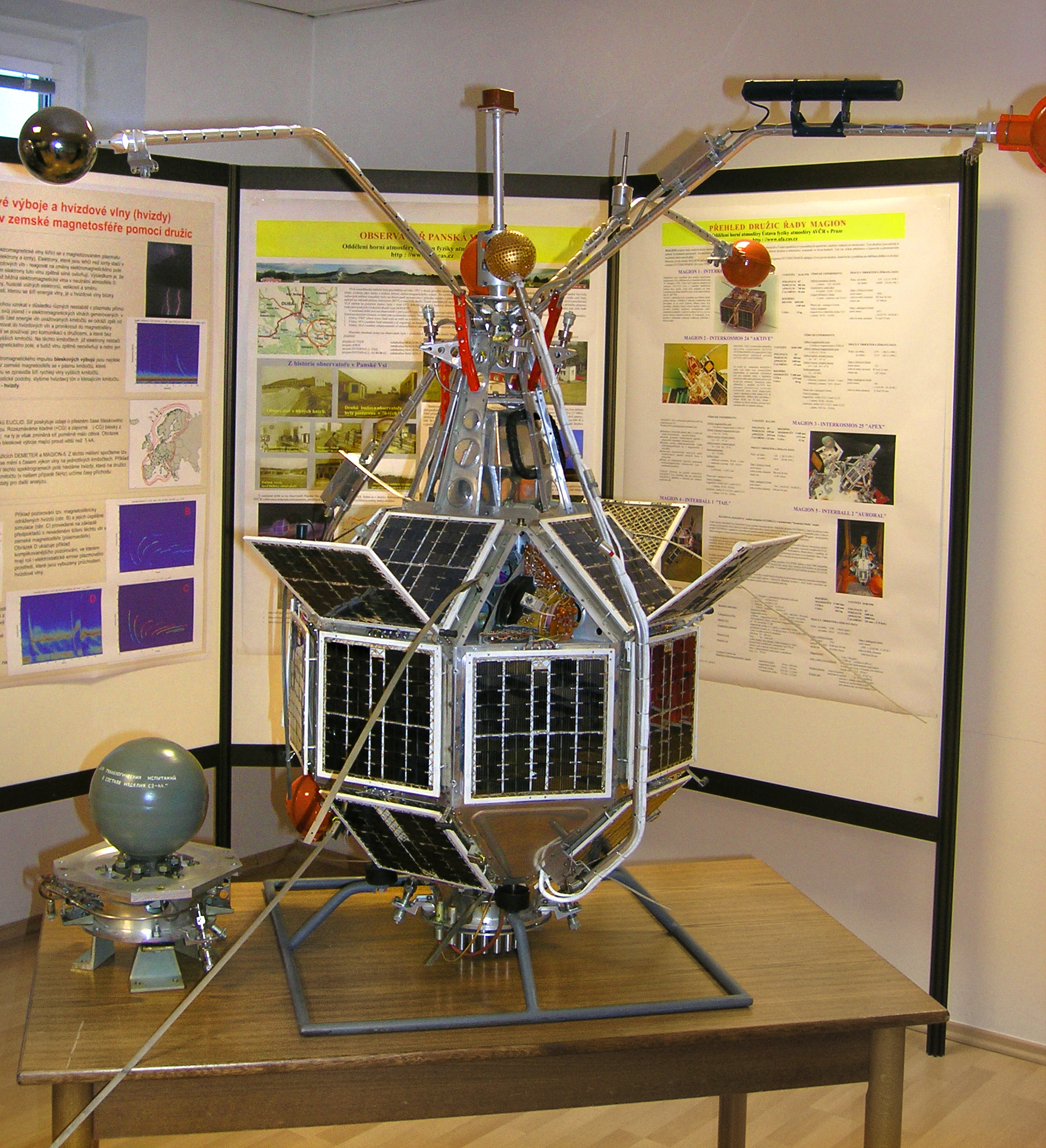
マギオン2号から5号までは同型

マギオン3号 (Magion 3) は、1991年12月18日にインターコスモス25号と共にツィクロン-3ロケットで打ち上げられた。
- 軌道傾斜角：82.6度
- 近地点：436km
- 遠地点：2,943km
- 周期：120.2分

## マギオン4号
マギオン4号 (Magion 4) は、1995年8月3日に Interbol-1 と共にモルニヤロケットで打ち上げられた。
- 軌道傾斜角：70.3度
- 近地点：17,068km
- 遠地点：175,449km
- 周期：347.2分

## マギオン5号
マギオン5号 (Magion 5) は、1996年8月29日に Interbol-2 と共にモルニヤロケットで打ち上げられた。
- 軌道傾斜角：64.0度
- 近地点：1,881km
- 遠地点：18,092km
- 周期：347.2分